# Okamejei mengae
Okamejei mengae es una especie de pez de la familia de los Rajidae en el orden de los Rajiformes.

## Reproducción
Es ovíparo y las hembras ponen huevos envueltos en una cápsula córnea.

## Hábitat
Es un pez de mar y de Clima subtropical y demersal

## Distribución geográfica
Se encuentra en el Océano Pacífico noroccidental: la China.

## Observaciones
Es inofensivo para los humanos.